# Мас-де-Кур
Мас-де-Кур (фр. Mas-des-Cours) — коммуна во Франции, находится в регионе Лангедок — Руссильон. Департамент коммуны — Од. Входит в состав кантона Восточный Каркасон. Округ коммуны — Каркасон.
Код INSEE коммуны — 11223.

## Население
Население коммуны на 2008 год составляло 19 человек.
| 1962 | 1968 | 1975 | 1982 | 1990 | 1999 | 2008 |
| ---- | ---- | ---- | ---- | ---- | ---- | ---- |
| 4    | 17   | 19   | 13   | 15   | 17   | 19   |

## Экономика
В 2007 году среди 7 человек в трудоспособном возрасте (15—64 лет) все были экономически активными (показатель активности — 100,0 %, в 1999 году было 70,0 %). Из 7 активных работали 6 человек (3 мужчин и 3 женщины), безработным был 1 мужчина.